# Remorque porte-wagon

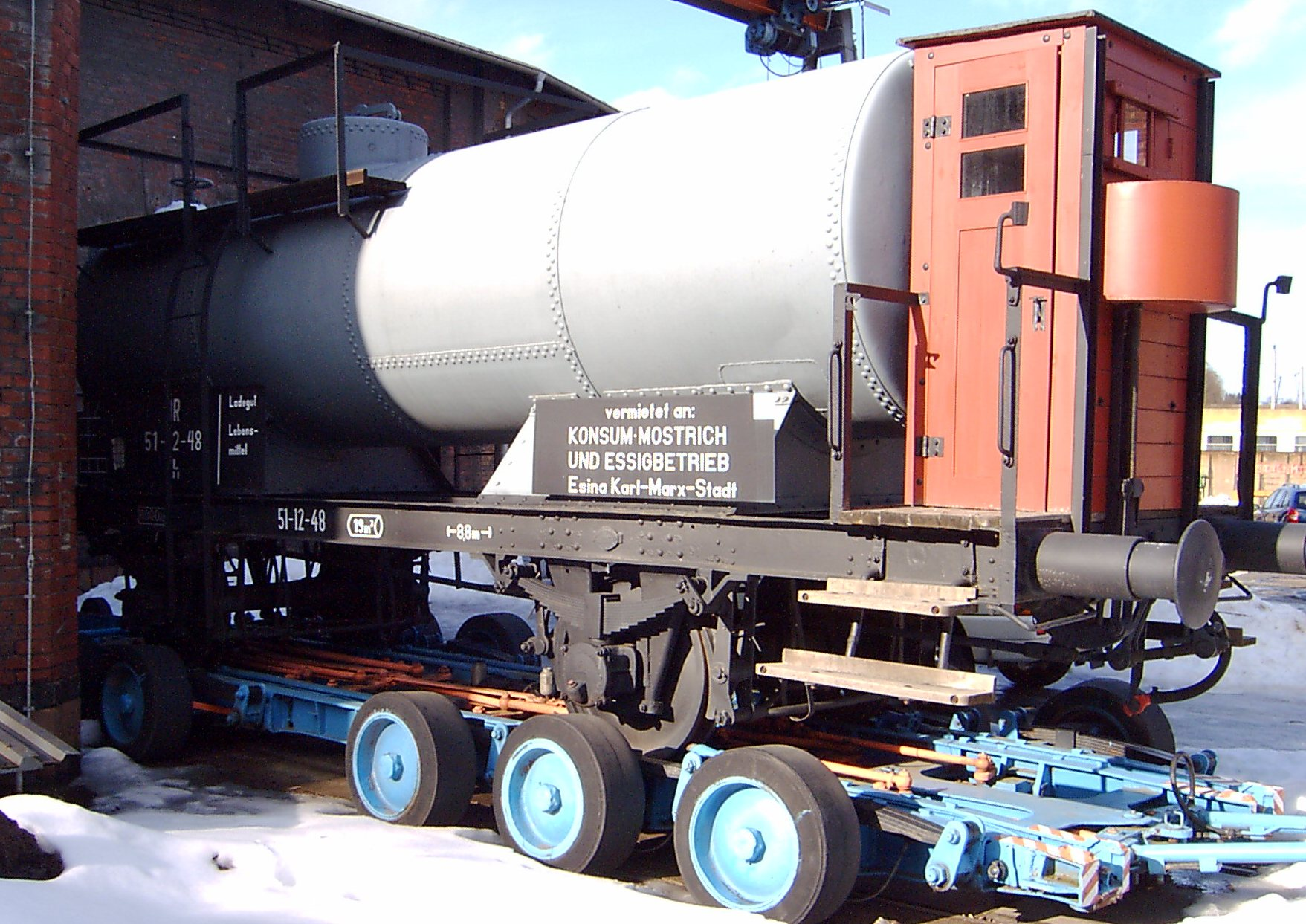
Remorque porte-wagon Culemeyer en 2006

La remorque porte-wagon, dite aussi remorque Culemeyer, est un système de transport combiné (rail-route) conçu par Johann Culemeyer en 1931. Les remorques porte-wagon permettaient le transport de wagons de chemin de fer sur la route.

## Histoire
D'abord construites avec quatre essieux elles furent construites à partir de 1935 également avec 6 essieux équipés de respectivement 16 et 24 roues avec pneus en gomme compacte.
Sous la devise "Die Eisenbahn ins Haus" (Le chemin de fer chez vous), furent ainsi acheminés des wagons de chemin de fer vers des fabriques ou petites usines qui ne disposaient pas d'un raccord au réseau ferroviaire.
Sous le nom de "Fahrbares Anschlussgleis" (voie de connexion mobile) le système fut breveté le 29 novembre 1931 et présenté au public dans une gare de la région de Berlin.
Ces remorques furent tractées auprès de la société nationale des chemins de fer en RFA (Deutsche Bundesbahn) par des tracteurs spécialement construits à cet effet par la société Kaelble, et en RDA par des tracteurs construits par la société Tatra.

## Autre utilisation
À part le transport de wagons de chemin de fer ces remorques furent utilisées pour le transport d'autres charges lourdes sur route. Aujourd'hui on les rencontre fréquemment dans les transports exceptionnels sur route.

## Système dérivé
Un système analogue est utilisé pour le transport de wagons de chemins de fer sur des voies à écartement différent (de la voie normale vers la voie métrique).

## Exemplaires conservés
Des exemplaires de ce système peuvent être visités dans le musée ferroviaire à Darmstadt - Kranichstein et dans le musée ferroviaire saxon à Chemnitz-Hilbersdorf.

## Modélisme
Ces remorques porte-wagon sont reproduites en miniature par divers fabricants.